# Campos Novos

Campos Novos este un oraș în Santa Catarina (SC), Brazilia.